# Paragraph 11

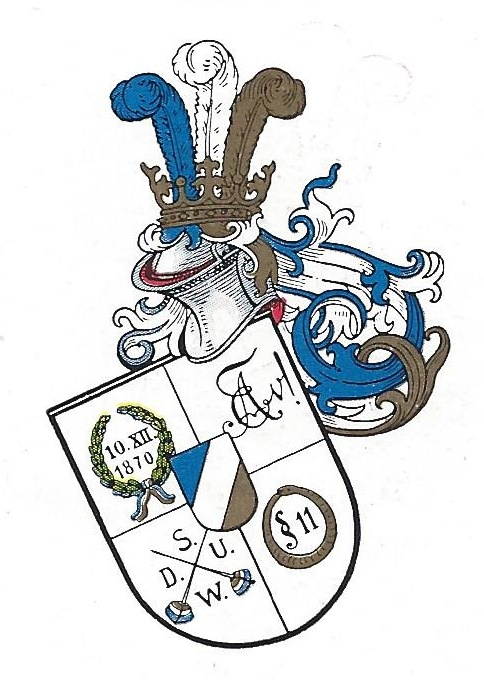
Wappen des Corps Austria Brünn (unechte Farben) mit dem §11 in einem der Wappenfelder, umringelt von einem Ouroboros, einem Symbol für Ewigkeit

Der Paragraph 11 ist der bekannteste und am weitesten verbreitete Paragraph in Bier-Comments von Studentenverbindungen. Gebräuchlich war der Begriff auch unter den mancherorts als „Knoten“ bezeichneten Gesellen. Er lautet traditionell „Es wird fortgesoffen!“, „Es wird weitergesoffen!“ oder lateinisch „porro bibitur!“. In Österreich und in der Schweiz gibt es Varianten. Alten Überlieferung nach ist der § 11 nicht nur im deutschen Sprachraum, sondern auch in den deutsch-baltischen Studentenverbindungen, zum Beispiel bei der Selonia bekannt gewesen.

## Ursprung
Der älteste schriftlich überlieferte Bier-Comment stammt aus Tübingen aus dem Jahr 1815, umfasste allerdings nur sechs Paragraphen. Der älteste in der Literatur bekannte Beleg für einen Paragraphen 11 mit dem hier behandelten Inhalt befindet sich im „Neuen jenaischen Biercomment“ von 1853.
Zur Herkunft dieser Sitte gibt es viele Erklärungsversuche. Als plausibel gilt der Erklärungsversuch von Christian Helfer, der den Paragraphen auf eine Gesellenordnung aus dem Jahre 1815 zurückführt, die besagt, dass die Wanderung eines Handwerksburschen auf gar keinen Fall unterbrochen werde dürfe, im Sinne von „Es wird weiter gewandert!“. Da sich die Handwerksburschen und die Studenten im 19. Jahrhundert feindlich gegenüberstanden und handgreifliche Auseinandersetzungen eher die Regel als die Ausnahme waren, sind kaum Parallelen in den Sitten und Gebräuchen festzustellen. In diesem Fall scheint eine gegenseitige Beeinflussung aber doch plausibel, weil der Bezug auf den Paragraphen 11 in beiden Subkulturen üblich ist.
Das Verbot des „Exkneipens“, also des Fortsetzens des Abends an einem anderen Ort als dem Kneipsaal, wird in der Regel auf § 11 gestützt – insoweit wird § 11 also neben seiner scherzhaften Bedeutung auch ein bestimmter Regelungsgehalt zugemessen.
Manche Biercomments enthalten als spielerische Fortentwicklung ferner einen Paragraphen 111 mit einem Inhalt, welche sich an den „klassischen“ Paragraphen 11 anlehnt, etwa „Die Alten tranken immer noch einen, bevor sie gingen“ oder „Auch auf den (Bier‑)Dörfern wird weitergesoffen“.

## Rezeption des §11 außerhalb des Biercomments

Verabschiedung aus der aktiven Dienstpflicht (1904)

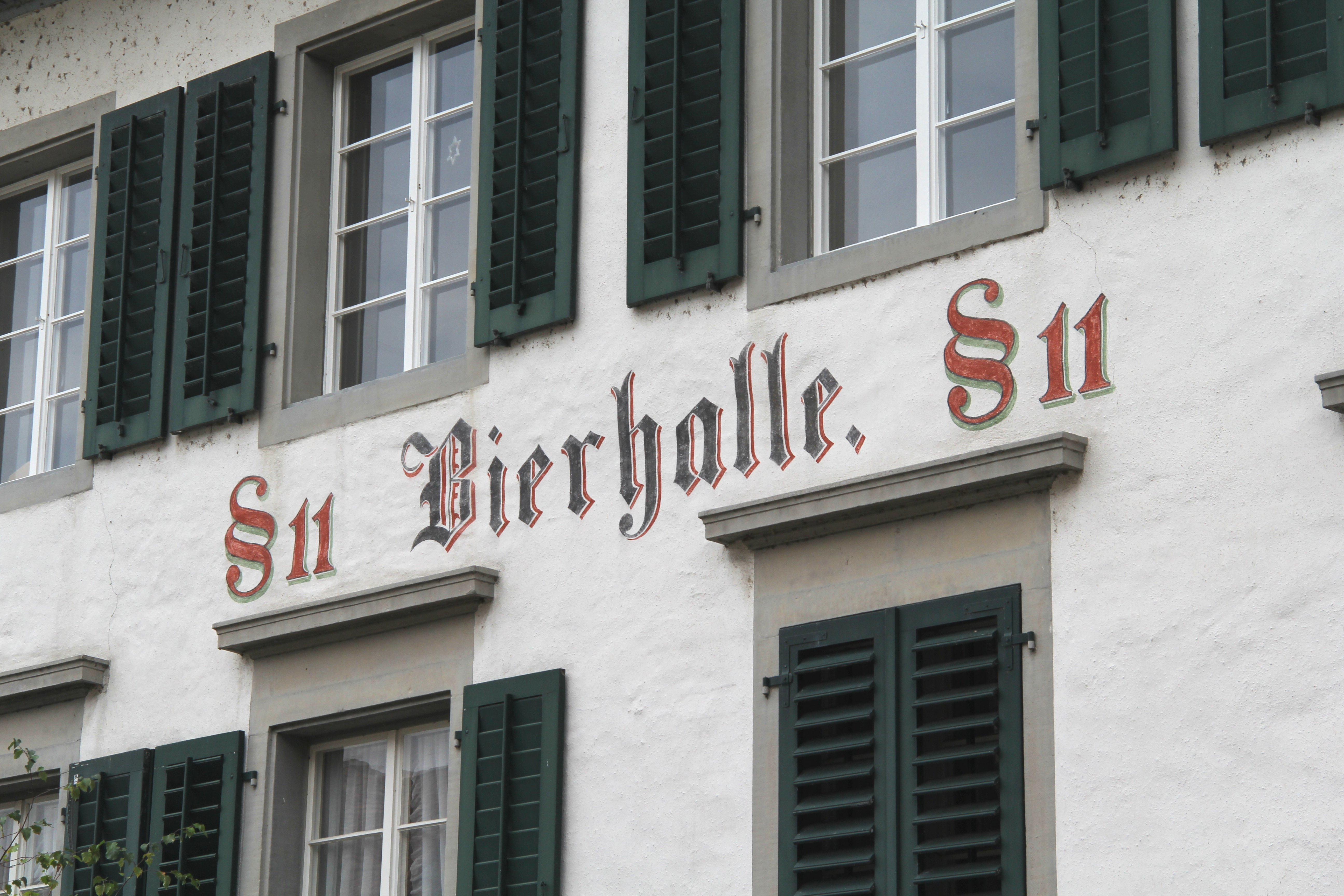
„Bierhalle § 11“ in Rapperswil-Jona

Aus dem späten 19. und dem frühen 20. Jahrhundert finden sich auch zahlreiche Kunstgegenstände, meist Biergefäße und geschnitztes Kneipgestühl, mit der Darstellung „§ 11“. Beliebt waren auch Fotos von Kneipgesellschaften, bei denen ein Bierfass mit der Kreideaufschrift „§ 11“ im Mittelpunkt stand. In Rapperswil SG und in Burg (bei Magdeburg) griffen gar Restaurants auf den Paragraphen 11 als Namensgeber zurück.
Besondere Öffentlichkeit erlangte der Paragraph 11 im Jahre 1919 nach Ende des Ersten Weltkriegs, als Konteradmiral Ludwig von Reuter am 21. Juni mit den Codeworten „Paragraph Elf. Bestätigen.“ (im Sinne von „Es wird abgesoffen!“) das Vorbereitungssignal zur Selbstversenkung der Kaiserlichen Hochseeflotte im britischen Kriegshafen Scapa Flow gab.